# Sextet de corda núm. 1 (Brahms)
El Sextet de corda núm. 1 en si bemoll major, Op. 18, fou compost l'any 1860 per Johannes Brahms, quan estava al servei de la cort de Detmold. Va ser publicat el 1862 per Fritz Simrock. L'estrena es produí a Hanover amb un sextet dirigit per Joseph Joachim. El mateix any de la seva composició, Brahms va transcriure el segon moviment per a piano sol, i li va dedicar a Clara Schumann.

## Anàlisi musical
El sextet s'interpreta amb dos violins, dos violes, i dos violoncels i té quatre moviments:
- I. Allegro ma non troppo, en compàs 3/4
- II. Andante, ma moderato, en re menor en forma de variació
- III. Scherzo: Allegro molto, en compàs 3/4 i en fa major
- IV. Rondo: Poco Allegretto i grazioso, en compàs 2/4

Les línies melòdiques dels temes principals del primer i el quart moviment són similars. Les quatre primeres notes del tema del violoncel del primer moviment són gairebé idèntiques a les del darrer moviment; i hi ha altres similituds.

## Cronologia del sextet
Hi ha exemples anteriors de sextets en la producció de Luigi Boccherini. No obstant això, entre els escrits per Boccherini i els de Brahms, se'n van escriure (o publicar) molt pocs per a instruments de corda sense piano. Poc després de la publicació dels dos sextets de Brahms, alguns compositors com Antonín Dvořák, Joachim Raff, Piotr Ilitx Txaikovski, Max Reger, Arnold Schönberg, Erich Wolfgang Korngold, i d'altres menys coneguts van escriure sextets de corda.
Algunes excepcions, en la dècada de 1780 (a molt tardar cap el 1776) el sextet d'Ignaz Pleyel, un de Ignacy Feliks Dobrzyński, la seva Op. 39 (de 1849) i el de Ludwig Spohr, Op. 140 de 1850, però poca cosa més.